# Biserica Zlataust
Biserica „Zlataust” din Iași este situată pe o străduță veche, stradela Zlataust nr. 5, în apropierea Centrului Civic, în spatele Universității Petre Andrei și are hramul Sf. Ioan Gură de Aur (13 noiembrie) și Sf. Mucenic Teodor Tiron (17 februarie). Este monument de arhitectură din patrimoniul istoric și arhitectural al României, având numărul de cod  IS-II-a-B-04094.

## Istoric

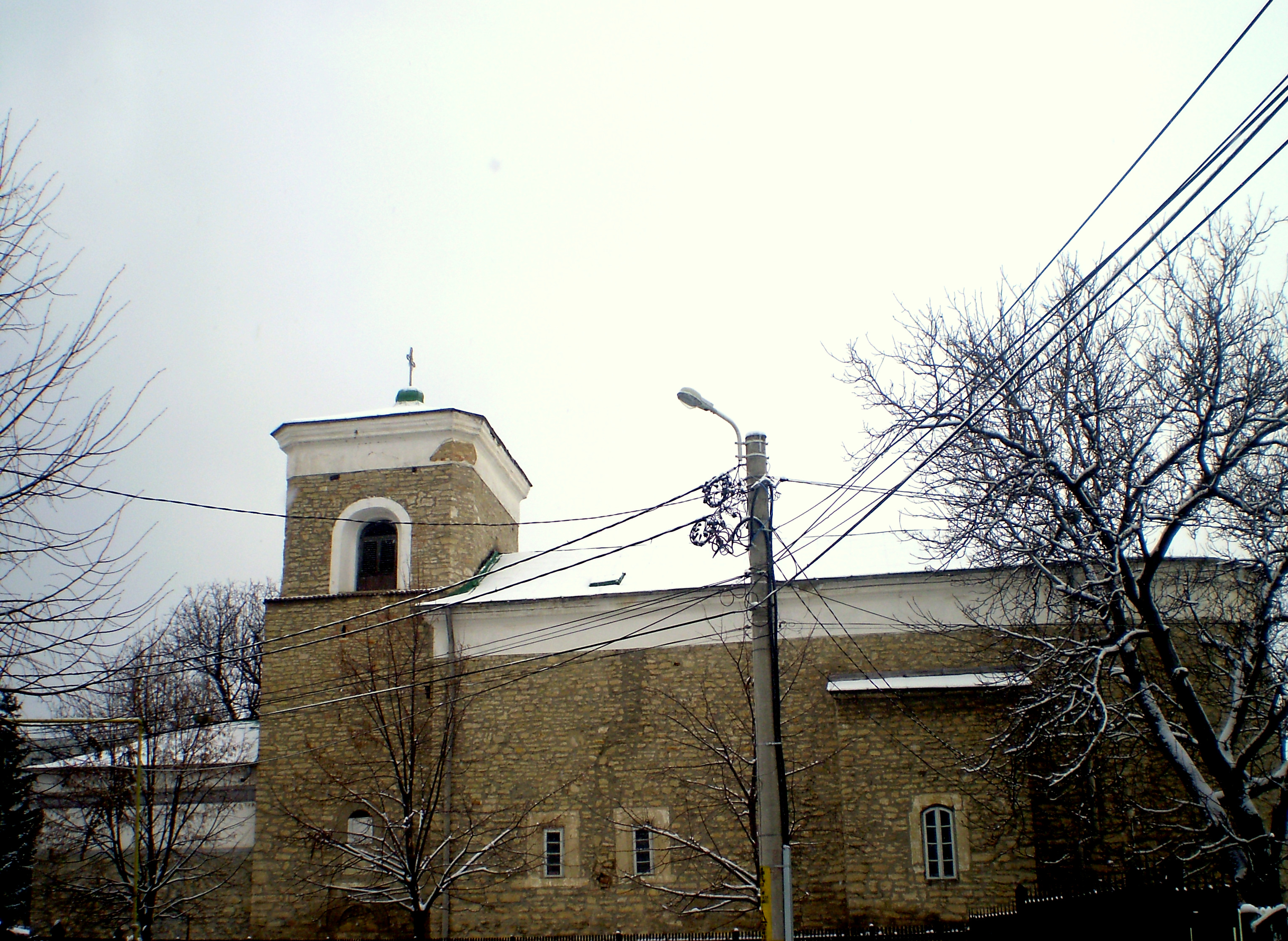
Iași, Biserica Zlataust

Biserica actuală a fost zidită pe locul unei bisericuțe mai vechi din lemn, cu temelia din piatră, ridicată de Ștefan Tomșa al II-lea , cel pe care, în primii ani ai secolului al XVII-lea, îl aflăm preocupat de configurarea urbanistică a unei zone mai largi din preajma acestei biserici. Acel spațiu care se prelungea către podul de piatră construit în vremea aceluiași domn peste pârâul Cacaina (în zona actuală Bucșinescu), se afla atunci la periferia orașului. Edificiul actual a fost construit de Gheorghe Duca voievod, în anul 1638, în doar 30 de zile, la sfârșitul celei de-a treia domnii moldovenești. 
Biserica a fost închinată de Gheorghe Duca vodă la Arghirocastro (lângă Adrianopol, Bulgaria), în schimbul Mănăstirii Hlincea, pe care a scos-o de sub această ascultare, făcând-o să atârne de noua sa ctitorie, Mănăstirea Cetățuia. 
În interiorul bisericii, se găsește un pomelnic care începe cu Eustratie Dabija Vodă și Ecaterina Doamna. Pe vremuri orașul Iași a avut ca cimitir central curtea Bisericii Sfântul Ioan Gura de Aur. Astfel în interiorul și în curtea bisericii se mai păstrează unele din necropolele și monumentele existente în acel cimitir.
În pridvorul bisericii (adăugat mai târziu) se vede un monument funerar aparținând vornicului Georgi Romalo (decedat 1858), soției sale, Emilu Max și altor membri ai familiei: Maria Romalo, născută Rosetti (decedată 1838), Alexandru Romalo, Ecaterina Romalo, Pulcheria Max, născută Romalo(decedată 1875) și Ecaterina Max. O altă necropolă datată 1877, cuprinde mormintele lui Ilii Burki-Zmău (decedat 1860) și al altor membri ai familiei: Elena Burki, născută Racoviță (decedată 1850) și Alexandru Burki (decedat 1870).
Cu ocazia unor săpături efectuate în anul 1968, s-a descoperit lângă zidul de nord al Bisericii „Sf. Ioan Gură de Aur - Zlataust”, mormântul celebrului cântăreț și cobzar, Barbu Lăutarul, pe numele lui adevărat Barbu Muntean (1780-1860).
Biserica „Sf. Ioan Gură de Aur - Zlataust” a dat și numele uliței din apropiere. De ulița Zlataust se leagă și numele scriitorului Ionel Teodoreanu, autorul romanului La Medeleni. Amintirile acestei mahalale au fost evocate în scrierile Fata din Zlataust, Ulița copilăriei și Casa bunicilor. Casa Teodorenilor se invecinează și astăzi cu gardul bisericii.

## Arhitectură

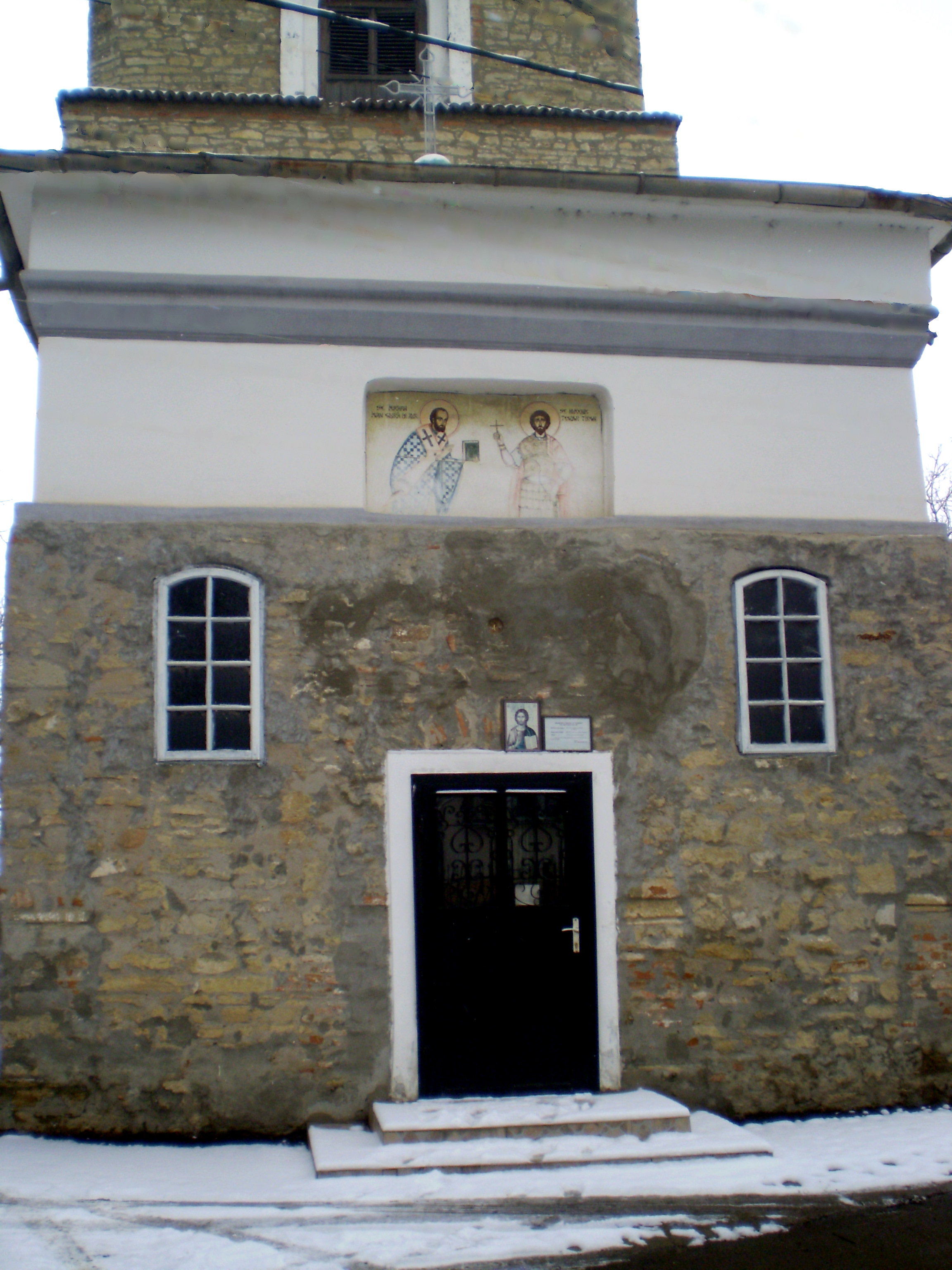
Iași, Biserica Zlataust, intrarea

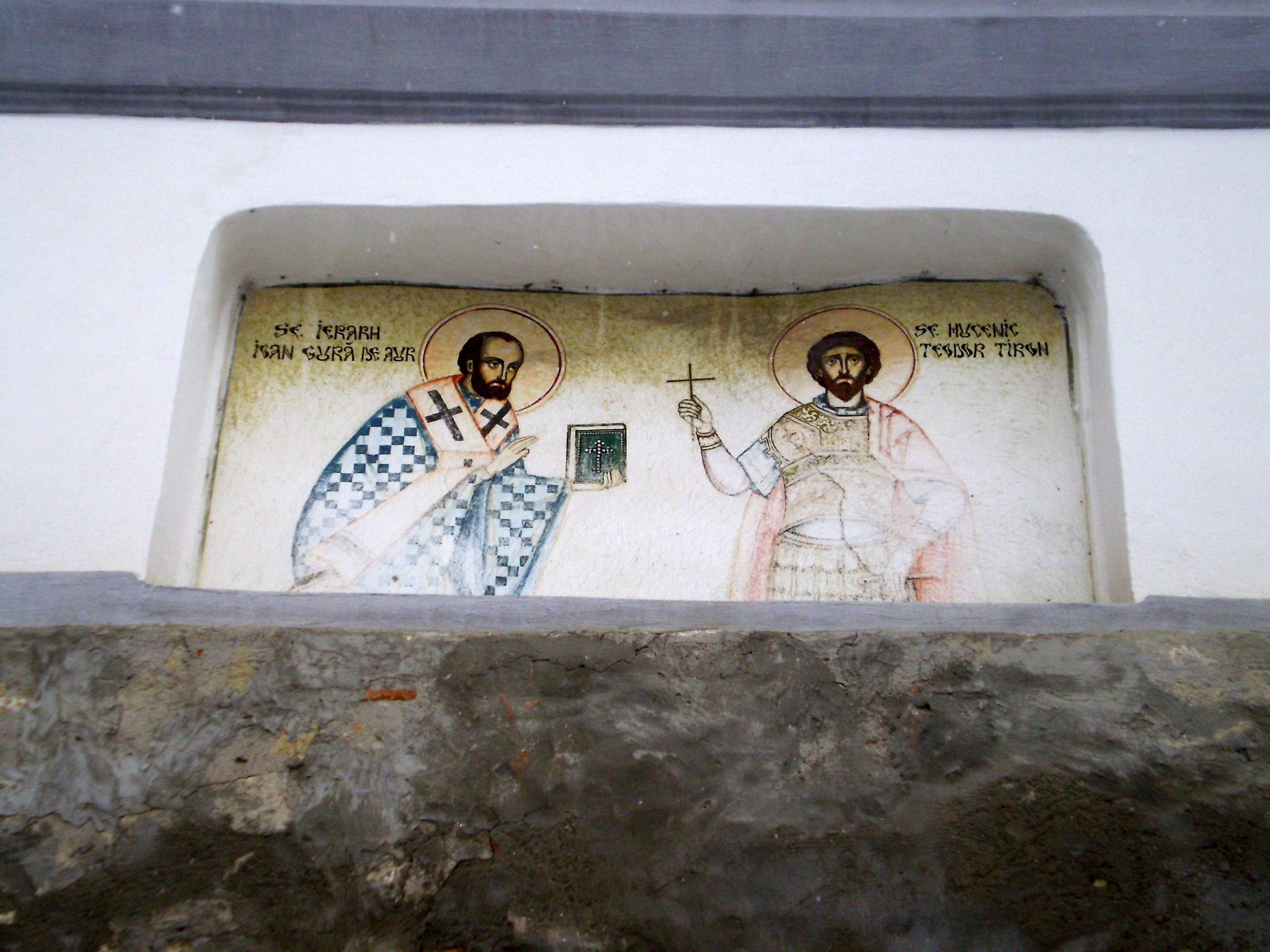
Iași, Biserica Zlataust, icoana de deasupra intrării

Biserica „Sf. Ioan Gură de Aur - Zlataust” din Iași impresionează și azi prin zidăria din piatră și Turnul-clopotniță masiv, acesta fiind prevăzut prevăzut și cu o tainiță în care puteau fi ascunse obiectele de cult, în caz de primejdie. În exterior biserica este dreptunghiulară, cu absida altarului heptagonală. Pridvorul de la intrare este adăugat mai târziu, în secolul al XVIII-lea, pentru a proteja monumental sculptat de italianul Nach Zut Canova și necropola familiei Romalo.
În interior, catapeteasma bisericii este cea originală, cu cele patru registre la care s-a păstrat pictura executată la începutul secolului al XVIII-lea. Stâlpii ramelor de la icoane sunt sculptați, în motive de strugure și viță de vie, pe fond verde și restul din bronz auriu. Icoanele împărătești au coronițe din metal argintat, iar icoana Mântuitorului are în mână globul pământesc, ornat cu un brâu de alpaca.
Policandrul electric, din material inoxidabil, cu 32 de lumini, a fost confecționat în anul 1968 de către Uzina Electrobanat. 

## Patrimoniu

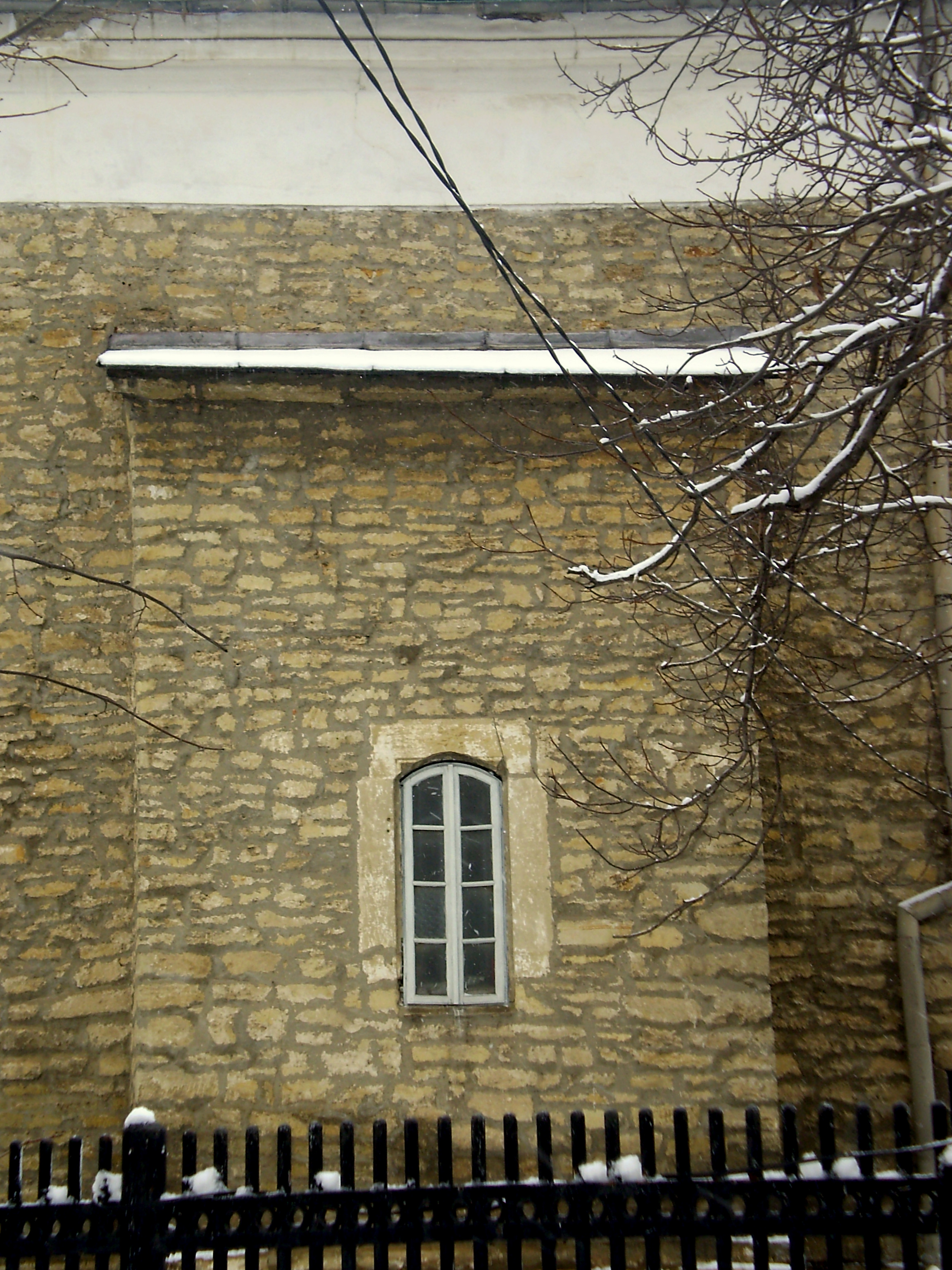
Iași, Biserica Zlataust, detaliu

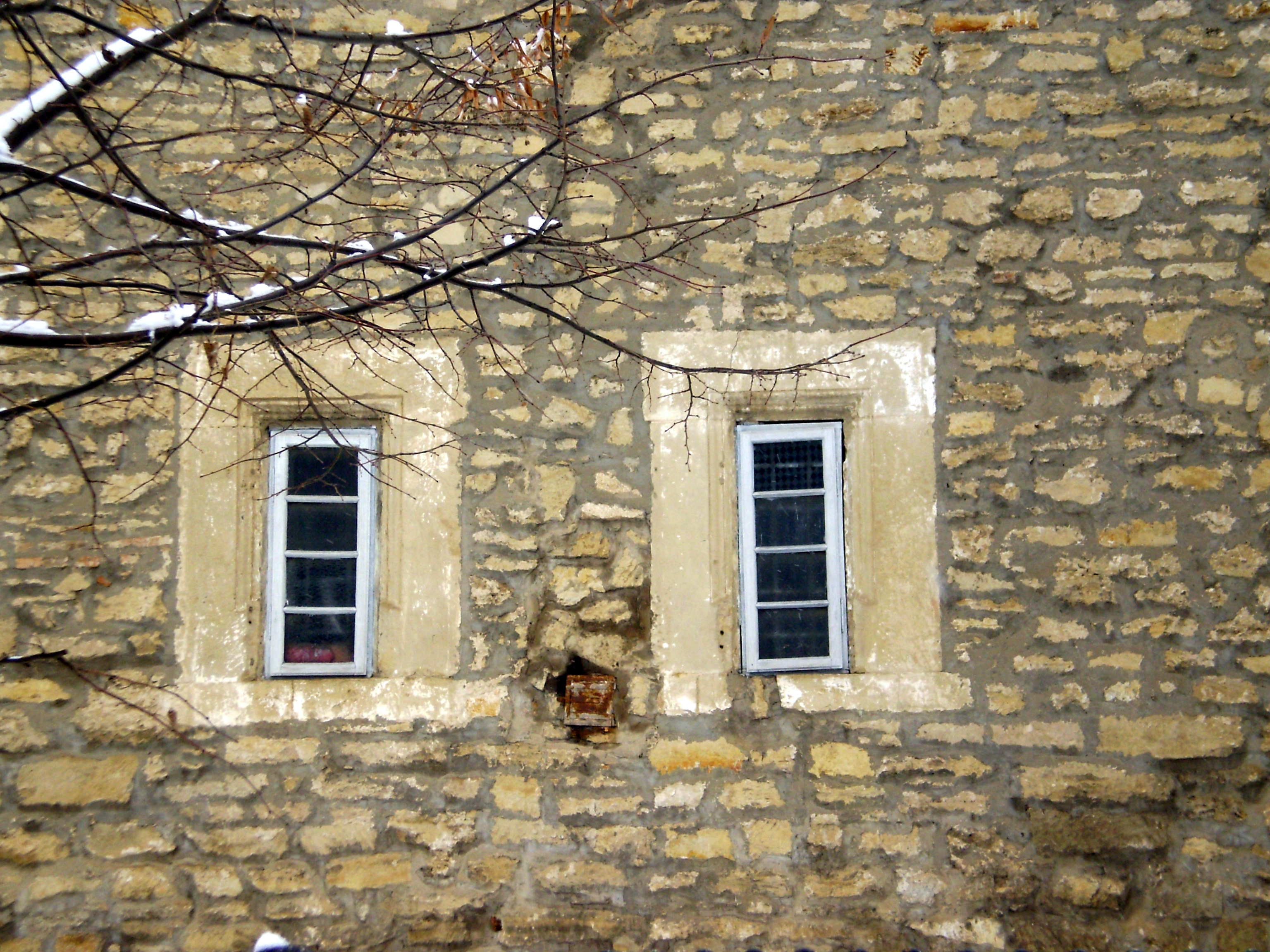
Iași, Biserica Zlataust, detaliu

Din obiectele de valoare care s-au mai păstrat de-a lungul secolelor în patrimoniul Bisericii „Sf. Ioan Gură de Aur - Zlataust”, se remarcă:
- un epitrahil cusut din fir metalic, cu 14 sfinți, din anul 1720, care este unicat prin valoarea sa artistică;
- o deosebită valoare artistică și istorică o au și cele două mânecuțe preoțești care sunt cusute cu fir metalic și datează din anul 1792;
- printre importantele cărți liturgice deținute de Biserica „Sf. Ioan Gură de Aur - Zlataust” și care se găsește în biblioteca parohiei, o mare valoare are Sfânta Evanghelie din anul 1750, în scriere veche (chirilică) care păstrează însemnări importante pe ea;
- potirul din argint cu inscripție care datează din anul 1805 este donat bisericii de către soții Dimitrie și Elena Albescu, care au mai donat și alte obiecte de valoare ca Discul și Steluța, tot din argint curat, dar fără gravuri ;
- potirul din alpaca aurită, înalt de 0,38 metri, cu picior din bronz aurit, ornat cu gravuri reprezentând viță de vie cu struguri și chipul celor patru evangheliști. Inscripția de pe potir: Chiril arhimandrit 1835. Din acest potir preferau a se împărtăși scriitorii și poetii Iașului: Ionel Teodoreanu, Otilia Cazimir, George Lesnea, care frecventau această biserică;
- aceeași inscripție și aceleași motive florale se afla și pe discul în diametru de 0,25 metri, steluța și lingurița de împărtășanie care sunt tot din alpaca aurită.

Tot din patrimoniul Bisericii „Sf. Ioan Gură de Aur - Zlataust” face parte și arhiva, care cuprinde acte și documente începând cu anul 1800. Prin strădania preotului, arhiva parohiei a fost legată și pusă pe ani, cu întregul inventar de patrimoniu la zi.
Pentru păstrarea tradiției și istoriei poporului român, care a învățat să scrie și să citească în pridvorul bisericii, s-a înființat în primul pridvor o bibliotecă cu carte religioasă, care este pusă la îndemâna credincioșilor.
Tot in pridvorul bisericii se păstrează cartea veche, atât cea de cult cât și de cultură universală, scrise în limbile greacă și slavonă. 

## Restaurări
Biserica a fost restaurată de mai multe ori, prima restaurare fiind cea din 1874. Între anii 1966 – 1972 biserica a fost renovată în interior și în exterior, fiind pictată în frescă de către pictorul Constantin Călinescu și Iulia Handragel. 
Icoana hramului Sfântului Ioan Gură de Aur, din pridvorul bisericii, este tot o pictură în frescă executată de Profesorul Constantin Călinescu. Tot în acești ani a fost înzestrată cu mobilier din lemn de stejar: stranele, lambriul din altar, ușile de la intrare și masa pangar.